# 600 (số)

## 600
600 (sáu trăm) là một số tự nhiên ngay sau 599 và ngay trước 601.

## Tính chất toán học
- Sáu trăm là một hợp số, số phong phú, số phát âm[1], và số Harshad.

## Tính chất và ô tô
- Ở Hoa Kỳ, điểm tín dụng từ 600 trở xuống được coi là kém, hạn chế tín dụng khả dụng ở mức lãi suất thông thường.
- NASCAR chạy 600 dặm được quảng cáo trong Coca-Cola 600, cuộc đua dài nhất của nó.
- Fiat 600 là một chiếc ô tô, SEAT 600 là phiên bản tiếng Tây Ban Nha.

## Các số tự nhiên từ 601 đến 699

### 601
| 601       | Số đếm                | Số đếm                | Số đếm                | Số thứ tự           | Số thứ tự           | Số thứ tự           | Bình phương   | Bình phương   | Bình phương   | Lập phương     | Lập phương     | Lập phương     |
| --------- | --------------------- | --------------------- | --------------------- | ------------------- | ------------------- | ------------------- | ------------- | ------------- | ------------- | -------------- | -------------- | -------------- |
| 601       | 601 sáu trăm linh một | 601 sáu trăm linh một | 601 sáu trăm linh một | thứ sáu trăm lẻ một | thứ sáu trăm lẻ một | thứ sáu trăm lẻ một | 361201 (số)   | 361201 (số)   | 361201 (số)   | 217081801 (số) | 217081801 (số) | 217081801 (số) |
| Tính chất | Phân tích nhân tử     | Phân tích nhân tử     | Phân tích nhân tử     | Phân tích nhân tử   | Phân tích nhân tử   | Phân tích nhân tử   | Chia hết cho  | Chia hết cho  | Chia hết cho  | Chia hết cho   | Chia hết cho   | Chia hết cho   |
| Tính chất | 23 × 3 × 52           | 23 × 3 × 52           | 23 × 3 × 52           | 23 × 3 × 52         | 23 × 3 × 52         | 23 × 3 × 52         | 1, 601        | 1, 601        | 1, 601        | 1, 601         | 1, 601         | 1, 601         |
| Biểu diễn | Nhị phân              | Tam phân              | Tứ phân               | Ngũ phân            | Lục phân            | Bát phân            | Thập nhị phân | Thập lục phân | Nhị thập phân | Cơ số 36       | Lục thập phân  | Số La Mã       |
| Biểu diễn | 10010110012           | 2110213               | 211214                | 44015               | 24416               | 11318               | 42112         | 25916         | 1A120         | GP36           | A160           | DCI            |

601 (sáu trăm linh một) là một số tự nhiên ngay sau 600 và ngay trước 603.
- 601 = số nguyên tố, số ngũ giác ở giữa[2]
- 602 = 2 × 7 × 43, không toàn năng, số khối lập phương có chiều dài cạnh 1 cần thiết để tạo thành một khối rỗng có chiều dài cạnh 11, mã vùng cho Phoenix, AZ cùng với 480 và 623